# Zöld Öv Mozgalom
A Zöld Öv Mozgalmat a kenyai Wangari Maathai alapította 1977-ben. A mozgalom eredményeként több mint 30 millió fát ültettek el összesen 12 afrikai országban, alig egy évtized alatt. Matthait a kezdeti években üldözték és be is börtönözték, ma már annyira népszerű, hogy szinte tabu. Az ültetett fákért nem fizetett a mozgalom, csupán ha a facsemetét gondozták és ha a fa már elég erős volt ahhoz, hogy maga is életben tudjon maradni. 2004-ben Nobel-békedíjban részesült Wangari Maathai a mozgalom miatt.

## Külső hivatkozások
- Zöld Öv Mozgalom
- Lantern Books